# 跳跳小雞
跳跳小雞CHICKIPDANCERS（日语：チキップダンサーズ）是由日本企業San-X在2021年10月所推出的擬人角色，由Fanworks製作成26集的電視動畫，2021年10月5日於NHK E教育頻道播出，台灣由MyVideo上架並在2024年4月29日引進台灣公共電視開播，香港則由myTV SUPER上架。描繪角色們活用身體快樂跳舞的日常。

## 登場角色
除旁白外，所有男性角色均由花江夏樹演出、另所有女性角色均由石川由依演出。
帶骨雞
有一點點膽小又充滿好奇心，喜歡跳躍，手裡拿著的兩隻小雞腿是他的弟弟們。
小跳步青蛙老師
教導帶骨雞真正跳起來的方式，被帶骨雞拜為老師，同時也是大家的舞蹈老師。
糖蘋果
總是充滿元氣的甜蜜女孩。
糰子
穩重地照顧大家，像姐姐一樣的存在。
串燒
有著魅力十足外表的串燒，頭上的醬汁是他的頭髮。
軟骨
愛健身的肌肉男

## 外部連結
官方網站 （页面存档备份，存于）

NHK教育頻道官方網站 （页面存档备份，存于）